# DécaNation 2005
DécaNation 2005 – pierwsza edycja DécaNation odbyła się 3 września 2005 roku na stadionie Sébastien Charléty w Paryżu. Zawody wygrała Rosja przed Francją i Polską.

## Uczestnicy
W zawodach uczestniczyły zespoły: Francji, Hiszpanii, Polski, Rosji, Wielkiej Brytanii, Włoch, USA oraz Chin.

## Konkurencje lekkoatletyczne
|           | 100 m | 400 m | 1500 m | 110 / 100 m przez płotki | Skok wzwyż | Skok o tyczce | Skok w dal | Pchnięcie kulą | Rzut dyskiem | Rzut oszczepem |
| --------- | ----- | ----- | ------ | ------------------------ | ---------- | ------------- | ---------- | -------------- | ------------ | -------------- |
| Mężczyźni | •     | •     | •      | •                        | •          | •             | •          | •              | •            | •              |
| Kobiety   | •     | •     | •      | •                        | •          | •             | •          | •              | •            | •              |

## Klasyfikacja drużynowa
Punktacja: 1 miejsce – 8 pkt, 2. – 6…, 7,  – 1 pkt, 8 miejsce – 0 pkt.
| Miejsce | Zespół          | Ilość punktów |
| ------- | --------------- | ------------- |
| 1       | Rosja           | 127           |
| 2       | Francja         | 120           |
| 3       | Polska          | 110           |
| 4       | USA             | 103           |
| 5       | Wielka Brytania | 82,5          |
| 6       | Hiszpania       | 82            |
| 7       | Włochy          | 75,5          |
| 8       | Chiny           | 35            |

## Zwycięzcy poszczególnych konkurencji
|                                  | Mężczyźni          | Mężczyźni | Mężczyźni |  | Kobiety           | Kobiety | Kobiety  |
| Konkurencja:                     | Zwycięzcy:         | Zespół    | Rezultat  |  | Zwycięzcy:        | Zespół  | Rezultat |
| -------------------------------- | ------------------ | --------- | --------- |  | ----------------- | ------- | -------- |
| bieg na 100 m                    | Ronald Pognon      | Francja   | 10,02     |  | Christine Arron   | Francja | 10,95    |
| bieg na 400 m                    | Leslie Djhone      | Francja   | 45,76     |  | Monique Hennagan  | USA     | 51,26    |
| bieg na 1500 m                   | Mehdi Baala        | Francja   | 3:40,38   |  | Bouchra Ghezielle | Francja | 4:7,12   |
| bieg na 110 / 100 m przez płotki | Ladji Doucouré     | Francja   | 13,53     |  | Marija Korotejewa | Rosja   | 12,88    |
| skok wzwyż                       | Wiaczesław Woronin | Rosja     | 2,31 m    |  | Anna Cziczerowa   | Rosja   | 1,99 m   |
| skok o tyczce                    | Pawieł Gierasimow  | Rosja     | 5,70 m    |  | Vanessa Boslak    | Francja | 4,60 m   |
| skok w dal                       | Salim Sdiri        | Francja   | 7,97 m    |  | Eunice Barber     | Francja | 6,80 m   |
| pchnięcie kulą                   | Tomasz Majewski    | Polska    | 20,45 m   |  | Olga Riabinkina   | Rosja   | 18,00 m  |
| rzut dyskiem                     | Mario Pestano      | Hiszpania | 63,53 m   |  | Marzena Wysocka   | Polska  | 60,74 m  |
| rzut oszczepem                   | Aleksandr Iwanow   | Rosja     | 80,00 m   |  | Barbara Madejczyk | Polska  | 63,03 m  |